# Сен-Савиньен (кантон)
Сен-Савиньен (фр. Saint-Savinien) — кантон во Франции, находится в регионе Пуату — Шаранта. Департамент кантона — Приморская Шаранта. Входит в состав округа Сен-Жан-д’Анжели. Население кантона на 2006 год составляло 7005 человек.
Код INSEE кантона 1733. Всего в кантон Сен-Савиньен входят 11 коммун, из них главной коммуной является Сен-Савиньен.

## Коммуны кантона
- Анпон — население 276 чел.
- Аршинже — население 597 чел.
- Бор (Приморская Шаранта) — население 1231 чел.
- Шандолан — население 381 чел.
- Фенью — население 120 чел.
- Гранжан — население 246 чел.
- Ле-Мён — население 263 чел.
- Ле-Нуйе — население 623 чел.
- Сен-Савиньен — население 2384 чел.
- Тайян — население 151 чел.
- Тайбур — население 733 чел.